# Wayne County, Michigan
Wayne County är ett administrativt område i delstaten Michigan, USA, med 1 820 584 invånare. Den administrativa huvudorten (county seat) är Detroit.
Henry Ford föddes i Wayne County 1863. 

## Geografi
Enligt United States Census Bureau så har countyt en total area på 1 741 km². 1 591 km² av den arean är land och 150 km² är vatten.   

### Angränsande countyn
- Washtenaw County - väst
- Monroe County - söder
- Macomb County - nordost
- Oakland County - nordväst
- Ontario, Kanada  - öst, nordöst